# كأس ديفيز 1955
كأس ديفيز 1955 هو الموسم 44 من  كأس ديفيز. فاز فيه منتخب أستراليا لكأس ديفيز.